# Puig de Randa
Puig de Randa är ett berg i Spanien.   Det ligger i regionen Balearerna, i den östra delen av landet, 600 km öster om huvudstaden Madrid. Toppen på Puig de Randa är 543 meter över havet. Puig de Randa ligger på ön Mallorca.
Terrängen runt Puig de Randa är platt åt nordväst, men åt sydost är den kuperad. Puig de Randa är den högsta punkten i trakten. Runt Puig de Randa är det ganska tätbefolkat, med 75 invånare per kvadratkilometer. Närmaste större samhälle är Llucmajor, 5,0 km sydväst om Puig de Randa. Trakten runt Puig de Randa består till största delen av jordbruksmark.